# Sphenoptera bonvouloiri
Sphenoptera bonvouloiri es una especie de escarabajo del género Sphenoptera, familia Buprestidae. Fue descrita científicamente por Obenberger en 1924.

## Distribución
Habita en la región afrotropical.